# Fiorenzo de Voogt
Fiorenzo, detto il Tutore; in olandese Floris de Voogd (1228 circa – Anversa, 26 marzo 1258), fu reggente della Contea d'Olanda, per conto del nipote, Fiorenzo V, dal 1256 alla sua morte.

## Origine
Sia secondo il capitolo n° 66a della Chronologia Johannes de Beke che il paragrafo 7 della Genealogia Ducum Brabantiæ Heredum Franciæ, Fiorenzo era il figlio maschio secondogenito del quindicesimo (secondo gli Annales Egmundani, fu il tredicesimo) conte d'Olanda, Fiorenzo IV e di Matilde di Brabante, che, sempre secondo la Genealogia Ducum Brabantiæ Heredum Franciæ era la figlia femmina quartogenita del duca della Bassa Lorena, conte di Lovanio e primo duca di Brabante, Enrico I e di Matilde di Boulogne, che era faglia del conte di Boulogne, Matteo di Lorena, come conferma la Flandria Generosa (Continuatio Bruxellensis), che precisa che era la figlia femmina secondogenita ed era figlia della contessa di Boulogne, Maria, che secondo il cronista e monaco benedettino inglese, Matteo di Parigi, nel suo Matthæi Parisiensis, Monachi Sancti Albani, Chronica Majora, Vol. II era la figlia del re d'Inghilterra, Stefano di Blois e di Matilde di Boulogne.
Fiorenzo IV d'Olanda, secondo il capitolo n° 61 della Chronologia Johannes de Beke, era il figlio maschio primogenito del quattordicesimo (secondo gli Annales Egmundani, fu il dodicesimo) Conte d'Olanda, Guglielmo I e della sua prima moglie, Adelaide di Gheldria (1186 circa - 1218), che secondo le Gesta Episcopum Traiectensium era figlia del conte di Gheldria, Ottone I, che era stato compagno d'arme di Guglielmo I in Terra santa e di Riccarda di Baviera (1173-1231), che, come risulta dalla Genealogia Ottonis II Ducis Bavariæ et Agnetis Ducissæ era la moglie di Ottone I di Gheldria (Otto comes de Gelre) ed era la quarta figlia femmina del duca di Baviera, Ottone I.
Il nonno materno, Enrico I di Brabante era figlio del duca della Bassa Lorena, Goffredo III di Lovanio e di Margherita di Limburgo, figlia di Enrico II, conte d'Arlon e duca di Limburgo e della moglie, Matilde di Saffenberg, erede di Rodi.

## Biografia
I suoi genitori furono fidanzati nel 1214, quando suo padre, Fiorenzo, aveva circa quattro anni, mentre sua madre, Matilde, ne aveva circa quattordici ed era già vedova del suo primo marito (secondo la Oude Kronik van Brabant, non consultata, nel 1212, aveva sposato Enrico VI, conte palatino del Reno, morto avvelenato, nel 1214, e, che, secondo il Chronicon Sancti Michaelis Luneburgensis, era figlio del conte palatino del Reno, Enrico I di Brunswick e della prima moglie, Agnese Hohenstaufen, figlia di Corrado Hohenstaufen, fratellastro del re di Germania e imperatore del Sacro Romano Impero, Federico Barbarossa.
Nel 1233, suo zio , Ottone d'Olanda, secondo il Kronijk van Arent toe Bocop, divenne il trentaseiesimo vescovo di Utrecht.
Il 19 luglio 1234, suo padre, Fiorenzo fu ucciso durante un torneo a Corbie in Francia. Secondo il capitolo n° 69b della Chronologia Johannes de Beke, Fiorenzo, durante il torneo, per le galanterie rivolte a Matilde di Dammartin, la moglie del conte di Clermont-en-Beauvaisis, Filippo Hurepel di Clermont (figlio del re di Francia Filippo II Augusto e della sua terza sposa Agnese di Merania e fratellastro di Luigi, futuro Luigi VIII di Francia), ne aveva suscitato un'ira feroce e prontamente gli aveva scatenato contro i suoi armigeri francesi e, mentre Fiorenzo cercava di resistere agli attacchi, il conte di Clermont lo colpì con violenza uccidendolo. Pare che vi fu la reazione degli armigeri germanici e il conte di Kleve, Teodorico V, uccise Filippo, conte di Clermont, vendicando Fiorenzo. Il corpo di Fiorenzo fu trasportato in Olanda e sepolto nell'abbazia di Rijnsburg.
A Fiorenzo, Secondo il capitolo n° 70a della Chronologia Johannes de Beke, succedette il figlio primogenito, Guglielmo, come Guglielmo II, conte d'Olanda, sotto la tutela dello zio Ottone, vescovo di Utrecht, mentre la reggenza veniva esercitata dall'altro zio, Guglielmo d'Olanda, come ci viene anche confermato dal documento n° 566 dell'Oorkondenboek Holland, datato 1235, in cui Guglielmo viene definito tutore dell'Olanda(Wilhelmus tutor Hollandiæ).
Dopo la morte di Guglielmo la reggenza passò ad Ottone.
Dopo che suo fratello Guglielmo II raggiunse la maggior età, sua madre, Matilde ne divenne consigliera e Fiorenzo collaborò col fratello, soprattutto, dopo l'elezione, il 3 ottobre 1247, a re di Germania di Guglielmo II, Fiorenzo divenne il reggente della contea d'Olanda, tanto da meritarsi il soprannome di Tutore (Voogt in olandese).
Dopo l'elezione a re di Germania di suo fratello le relazioni tra la contea d'Olanda e la contea delle Fiandre peggiorarono, soprattutto quando suo fratello appoggiò Giovanni d'Avesnes contro Guido di Dampierre, nella guerra che opponeva i due figli della contessa di Fiandra, Margherita II; secondo il The Formation of the German College of Electors in the mid-Thirteenth Century (non consultato), Guido di Dampierre, nel 1253 invase l'Olanda e occupò l'isola di Walcheren, in Zelanda, ma Fiorenzo lo affrontò e, nel mese di luglio, lo sconfisse a Westkappel, catturando la flotta fiamminga e facendo numerosi prigionieri, tra cui Guido di Dampierre e suo fratello Giovanni, come ci viene confermato dagli Annales Parchenses.
Dopo la morte del fratello, Guglielmo II (avvenuta nel gennaio del 1256, per opera di alcuni Frisoni, dopo che era caduto da cavallo), Fiorenzo, dal 1256, esercitò la reggenza, per conto del nipote, Fiorenzo V.
Dopo la morte di Guglielmo, nel 1257, vennero eletti, in contrapposizione due re di Germania: Riccardo di Cornovaglia e Alfonso X di Castiglia e Fiorenzo fu tra coloro che, nel marzo del 1257 portarono la notizia dell'elezione a Riccardo di Cornovaglia.
Dopo la morte del fratello, i rapporti con la contea di Fiandra si normalizzarono, tanto che, dopo che erano stati risarciti i danni della guerra in Zelanda, secondo gli Annales Blandinienses, Fiorenzo, citato come fratello di Guglielmo (Willelmi regis Alemannie et Florentii, fratris suis) liberò i fratelli Dampierre e si fidanzò con una delle figlie di Guido, di nome Margherita, dopo che era stato riconosciuto che la Zelanda apparteneva alla contea d'Olanda.
Fiorenzo morì il 26 marzo 1258, ad Anversa, durante un torneo e fu sepolto a Middelburg, in Zelanda.
Nella reggenza della contea per conto del nipote, Fiorenzo V, gli subentrò la sorella, Adelaide, affiancata dalla madre, Matilde.

## Discendenza
Fiorenzo si era impegnato a sposare Margherita di Fiandra, ma l'impegno di matrimonio con la figlia di Guido, di circa sette anni, non poté essere mantenuto per la morte di Fiorenzo e di Fiorenzo non si conosce alcuna altra discendenza.

## Ascendenza
|                             |                                |                               | Genitori                      |  |  | Nonni |  |  | Bisnonni                     |  |  | Trisnonni                    |  |
|                             |                                |                               |                               |  |  |       |  |  | Fiorenzo III, conte d'Olanda |  |  | Teodorico VI, conte d'Olanda |  |
|                             |                                |                               |                               |  |  |       |  |  | Fiorenzo III, conte d'Olanda |  |  | Teodorico VI, conte d'Olanda |  |
|                             |                                | Sofia di Rheineck             |                               |  |  |       |  |  | Fiorenzo III, conte d'Olanda |  |  |                              |  |
| Guglielmo I, conte d'Olanda |                                |                               |                               |  |  |       |  |  | Fiorenzo III, conte d'Olanda |  |  |                              |  |
|                             |                                | Ada di Scozia                 | Enrico di Scozia              |  |  |       |  |  |                              |  |  |                              |  |
|                             |                                | Ada di Scozia                 | Enrico di Scozia              |  |  |       |  |  |                              |  |  |                              |  |
|                             |                                | Ada di Scozia                 | Ada di Warenne                |  |  |       |  |  |                              |  |  |                              |  |
| Fiorenzo IV, conte d'Olanda |                                | Ada di Scozia                 |                               |  |  |       |  |  |                              |  |  |                              |  |
|                             |                                | Ottone I, conte di Gheldria   | Enrico I, conte di Gheldria   |  |  |       |  |  |                              |  |  |                              |  |
|                             |                                | Ottone I, conte di Gheldria   | Enrico I, conte di Gheldria   |  |  |       |  |  |                              |  |  |                              |  |
|                             |                                | Ottone I, conte di Gheldria   | Agnese d'Arnstein             |  |  |       |  |  |                              |  |  |                              |  |
| Adelaide di Gheldria        |                                | Ottone I, conte di Gheldria   |                               |  |  |       |  |  |                              |  |  |                              |  |
|                             |                                | Riccarda di Baviera           | Ottone I, duca di Baviera     |  |  |       |  |  |                              |  |  |                              |  |
|                             |                                | Riccarda di Baviera           | Ottone I, duca di Baviera     |  |  |       |  |  |                              |  |  |                              |  |
|                             |                                | Riccarda di Baviera           | Agnese di Loon                |  |  |       |  |  |                              |  |  |                              |  |
| Fiorenzo d'Olanda           |                                | Riccarda di Baviera           |                               |  |  |       |  |  |                              |  |  |                              |  |
|                             | Goffredo III, duca di Brabante | Goffredo II, duca di Brabante |                               |  |  |       |  |  |                              |  |  |                              |  |
|                             | Goffredo III, duca di Brabante | Goffredo II, duca di Brabante |                               |  |  |       |  |  |                              |  |  |                              |  |
|                             | Goffredo III, duca di Brabante | Luitgarda di Sulzbach         |                               |  |  |       |  |  |                              |  |  |                              |  |
| Enrico I, duca di Brabante  | Goffredo III, duca di Brabante |                               |                               |  |  |       |  |  |                              |  |  |                              |  |
|                             |                                | Margherita di Limburgo        | Enrico II, duca di Limburgo   |  |  |       |  |  |                              |  |  |                              |  |
|                             |                                | Margherita di Limburgo        | Enrico II, duca di Limburgo   |  |  |       |  |  |                              |  |  |                              |  |
|                             |                                | Margherita di Limburgo        | Matilde di Saffenberg         |  |  |       |  |  |                              |  |  |                              |  |
| Matilde di Brabante         |                                | Margherita di Limburgo        |                               |  |  |       |  |  |                              |  |  |                              |  |
|                             |                                | Matteo di Lorena              | Teodorico, conte di Fiandra   |  |  |       |  |  |                              |  |  |                              |  |
|                             |                                | Matteo di Lorena              | Teodorico, conte di Fiandra   |  |  |       |  |  |                              |  |  |                              |  |
|                             |                                | Matteo di Lorena              | Sibilla d'Angiò               |  |  |       |  |  |                              |  |  |                              |  |
| Matilde di Lorena           |                                | Matteo di Lorena              |                               |  |  |       |  |  |                              |  |  |                              |  |
|                             |                                | Maria, contessa di Boulogne   | Stefano, re d'Inghilterra     |  |  |       |  |  |                              |  |  |                              |  |
|                             |                                | Maria, contessa di Boulogne   | Stefano, re d'Inghilterra     |  |  |       |  |  |                              |  |  |                              |  |
|                             |                                | Maria, contessa di Boulogne   | Matilde, contessa di Boulogne |  |  |       |  |  |                              |  |  |                              |  |
|                             |                                | Maria, contessa di Boulogne   |                               |  |  |       |  |  |                              |  |  |                              |  |

### Fonti primarie
- (LA)  Matthæi Parisiensis, Monachi Sancti Albani, Chronica Majora (“MP”), Vol. II.
- (LA)  Monumenta Germaniae Historica, Scriptores, tomus V.
- (LA)  Monumenta Germaniae Historica, Scriptores, tomus IX.
- (LA)  Monumenta Germaniae Historica, Scriptores, tomus XVI.
- (LA)  Monumenta Germaniae Historica, Scriptores, tomus XXIII.
- (LA)  Monumenta Germaniae Historica, Scriptores, tomus XXV.
- (LA)  Chronologia Johannes de Bek.
- (LA)  Oorkondenboek Holland.
- (NL)  Codex Diplomaticus Neerlandicus.

### Letteratura storiografica
- Austin Lane Poole, Cap. III: La Germania sotto il regno di Federico II, in Z. N. Brooke, C. W. Previte-Orton e J. R. Tanner (a cura di), Il trionfo del papato e lo sviluppo comunale, Storia del mondo medioevale, Vol. V, Milano, Garzanti, 1980,  pp. 94-127.
- Austin Lane Poole, Cap. IV: L'interregno in Germania, in Z. N. Brooke, C. W. Previte-Orton e J. R. Tanner (a cura di), Il trionfo del papato e lo sviluppo comunale, Storia del mondo medioevale, Vol. V, Milano, Garzanti, 1980,  pp. 128-152.
- (NL) Willem Procurator, Kroniek, Hilversum, Uitgeverij Verloren, 2001, ISBN 978-90-6550-662-7.